# Monte Algido
Il monte Algido (detto in latino mons Algidus) è l'antica denominazione della zona montagnosa dei colli Albani posta fra Lariano e il Tuscolo e che attualmente prende il nome di Maschio di Lariano.

## Descrizione
Il monte Algido fa parte della catena montuosa dell'Artemisio. Questa catena montuosa, che vista dal satellite è a forma di ferro di cavallo, costituisce la bocca del cratere formatosi nella prima fase di eruzione del Vulcano Laziale.
Il mons Algidus ha rivestito una notevole importanza durante i primi anni della repubblica romana in quanto da esso passava la via Latina che collegava Roma con la Campania. Esso fu pertanto teatro di numerose battaglie fra i Romani e le popolazioni dei Volsci e degli Equi che insistevano nella zona a est di Roma.
Secondo quanto indicato da Orazio il monte era sacro a Diana.
Chiamato algido perché da recenti indagini si è scoperto che, questa catena montuosa aveva temperature molto rigide in inverno, e spesso era ricoperto di neve, è il monte più alto della catena montuosa dell'Artemisio.
Ricordiamo il passaggio di Annibale nella gola dell'Algido.
Nei pressi sorgeva l'antica città latina di Corbium (forse Colle della Mola, nel comune di Rocca Priora). 
Sulla vetta di questo monte ci sono i resti del castello di Lariano distrutto con l'inganno da soldati veliterni che avevano spalleggiato il papato contro la famiglia Colonna.
Amato dalla popolazione larianese, fonte di reddito grazie al bosco ceduto composto da castagni, crea un microclima che garantisce la formazione di funghi.
Anticamente il bosco era costituito da querce e lecci, nel Settecento vennero sostituiti dai castagni grazie ad un'opera di rimboschimento, i castagni con il loro sviluppo precoce favoriscono i tagli cedui e forniscono un reddito maggiore.

## Storia
Le notizie più antiche risalgono al 465 a.C. quando il console Quinto Fabio Vibulano sconfisse gli Equi, che si erano ritirati sul monte, durante la guerra condotta contro di essi nel suo secondo consolato.
Nel 458 o 457 a.C. ci fu la battaglia più famosa. Inizialmente gli Equi furono in vantaggio in quanto riuscirono ad assediare le truppe romane comandate dal console Lucio Minucio Esquilino Augurino che, recatosi sul mons Algidus, non aveva attaccato e si era fatto sorprendere nel suo accampamento durante la notte. La situazione fu risolta da Cincinnato che, dopo essere stato nominato dittatore, raccolse un esercito e giunto sul monte Algido circondò a sua volta con una palizzata i nemici che presi fra due fuochi, e senza possibilità di fuga, furono sconfitti.
Nel 455 a.C. gli Equi attaccarono Tusculum, alleata di Roma. I consoli Gaio Veturio Cicurino e Tito Romilio Roco li affrontarono, sconfiggendoli e conquistando un immenso bottino.
Durante il II decemvirato (450 a.C.) gli Equi attaccarono ancora il territorio di Tusculum. Vennero inviati i decemviri Lucio Minucio Esquilino Augurino, Tito Antonio Merenda, Cesone Duilio Longo e Marco Sergio Esquilino. Questi tuttavia non essendo ben visti dalla plebe, che costituiva la parte preponderante dell'esercito, non ebbero grande collaborazione e furono quindi sconfitti.
L'anno successivo (449 a.C.) le truppe romane, guidate dal console Lucio Valerio Potito sconfiggono sull'Algido una coalizione di Equi e Volsci, vendicando la sconfitta subita in precedenza e conquistando un notevole bottino.
L'ultima battaglia di cui si ha notizia avvenne nel 431 a.C. in cui gli Equi furono di nuovo sconfitti dal dittatore Aulo Postumio Tuberto, che probabilmente mise fine alle velleità degli Equi per decenni.